# Педер Северін Крейєр
Педер Северін Креєр  (дан. Peder Severin Krøyer; 23 липня 1851, Ставангер — 21 листопада 1909, Скаген, Данія) — данський художник другої половини XIX ст., представник реалізму. Іноді створював скульптурні портрети-погруддя.

## Життєпис, ранні роки
Педер Северін народився у Норвегії. Мати хлопчика була визнана непринадною для догляду і виховання дитини, бо страждала на психічні розлади. Тому хлопцем опікувалась родина її сестри Берти Сесіль. Нові батьки перебралися на житло у місто Копенгаген, Данія, куди вивезли і дитину.
Первісну освіту (загальну і художню) він отримав приватно вдома, а згодом був зарахований до технічного навчального закладу. Батьки помітили малюнки тварин хлопчика і влаштували його до технічного навчального закладу, бо там був клас малювання і живопису.
В художню академію здібного підлітка прийняли у віці 14 років. 1870 року (у віці 19 років) він закінчив навчання в Королівський данській академії витончених мистецтв. Його керівником у академії був Фредерік Вермерен (1823—1910). Юнак виявив художні здібності і отримав 1873 року золоту медаль і стипендію, що надавала можливість навчатися за кордоном.

## Початок художньої кар'єри
Початок художньої кар'єри митця пов'язують зі створенням 1871 року портрета його приятеля і художника Франца Шварца. Портрет був виставлений у палаці Шарлотенборг, останній був переданий під розташування Данської королівської академії витончених мистецтв. Педер Северін і надалі працюватиме портретистом і майже все життя буде надсилати власні картини на виставки у академію.

## Меценат Генріх Гіршпрунг
1874 року на твори художника-початківця звернув увагу Генріх Гіршпрунг (1836—1908), володар тютюнової фабрики, підприємець і меценат. Того ж року меценат придбав першу картину Креєра та декілька його акварелей. Генріх Гіршпрунг і Креєр мали спільного знайомого ще по академії, ним був Франц Генінгсен. Між Гіршпрунгом і Креєром утворились міцні приятельські і меценатські стосунки. Художник став другом родини Гіршпрунг, неодноразово портретував свого патрона, його дружину та їх дітей. Груповий портрет «Родина Гіршпрунг» пензля Креєра 1881 року належить до найкращих творів раннього періоду творчості художника. В свою чергу Генріх Гіршпрунг почав купувати інші твори Креєра, чим фінансово підтримував талановитого митця нової данської генерації. Гроші Гіршпрунга вивели художника у коло забезпечених митців і надали можливість подорожувати країнами Західної Європи, відвідати Париж, де Креєр стажувався в майстерні художника Леона Бонна (1833—1922).

## Скаген, подорожі і творчість
Важливе місце в житті і творчості митця посів Скаген, рибальське поселення на півночі Ютландії. Поселення мимоволі стало місцем літнього відпочинку і творчості низки данських літераторів і художників і почало наприкінці XIX ст. відігравати роль данського Барбізона.
Скаген сприяв розвитку художнього таланту митця, що звернувся до створення картин побутового жанру з життя місцевих рибалок, портретів низки художників, сцен в інтер'єрах, декількох пейзажів, можливо, найкращих у його творчості («Рибалки в корчмі, коли нема можливості вийти у море», 1882, «Скаген. Рибалки на Північному Березі», 1883, « Скаген. Художники за обіднім столом», 1883, «Будинок художника» тощо).
Креєр чимало подорожував Європою, де відвідав і Італію. Перебування у Італії не обмежилось відвідинами Флоренції, Рима і Неаполя, а і провінційними містечками Равелло, подорожами селами Абруццо тощо. Італійські враження відбились у створенні низки картин зі сценами сільської праці, подані художником з яскравими почуттями поваги і пластичної краси побаченого («Сільські працівники в Абруццо», 1880, «Обмолот зерна волами», 1890).
Слава Педера Северіна Креєра наприкінці XIX ст. перетнула кордони Данії. Свідоцтвом визнання його ролі в мистецтві Європи було запрошення надіслати власний автопортрет до збірок автопортретів галереї Уффіці у місті Флоренція.
Твори художника в XX ст. перейшли до збірок Парижа, Мюнхена, Філадельфії.

## Натуралізація художника
До 37-ми років Креєр рахувався норвежцем за місцем народження. Його як європейця мало турбувало громадянство, позаяк він досить вільно перетинав кордони, відвідуючи європейські столиці чи художні виставки у Парижі чи Відні, куди подавав власні картини.
Лише у 1886 році він став повноправним громадянином Данського королівства.

## Власна родина
1888 року під час перебування в Парижі він зустрів художницю Марі Марту Тріпке, доньку з німецької багатої родини. Їх пристрасний роман закінчився шлюбом у 1889 року, хоча Марі була на 16 років молодша за Креєра. Педер Северін вже був сорокарічним.
Марі Марта мало працювала художницею, вела господарство, часто була моделлю для творів чоловіка. 1905 року вони розірвали шлюб і Марі вдруге вийшла заміж за композитора зі Швеції. Можливими наслідками розлучення були побічні романи чоловіка і його хвороба (можливо сифіліс) і роман самої Марі з композитором.

## Останні роки
Педер Северін Креєр успадкував від матері депресії і психічні розлади. Інтенсивна праця і хвороба не сприяли спокійній атмосфері в родині, бо Мері виявилась вольовою і теж психічно нестабільною. 1901 року у художника посилились психічні розлади (пригніченість з галюцинаціями) і його перевезли до психіатричної лікарні. По закінченні лікування родина відбула до Німеччини на реабілітацію, а художник повернувся до творчості. Його картини були виставлені в Паризькому салоні, в галереї Жоржа Петі, в Національному товаристві прихильників мистецтв.
Педер Северін Креєр помер в своєму будинку в Скагені 26 грудня 1909 року і похований на місцевому цвинтарі.

## Вибрані твори
- «Дафніс і Хлоя»
- «Портрет Сесіль Креєр»
- «Кузня в містечку Хорнбек», 1875

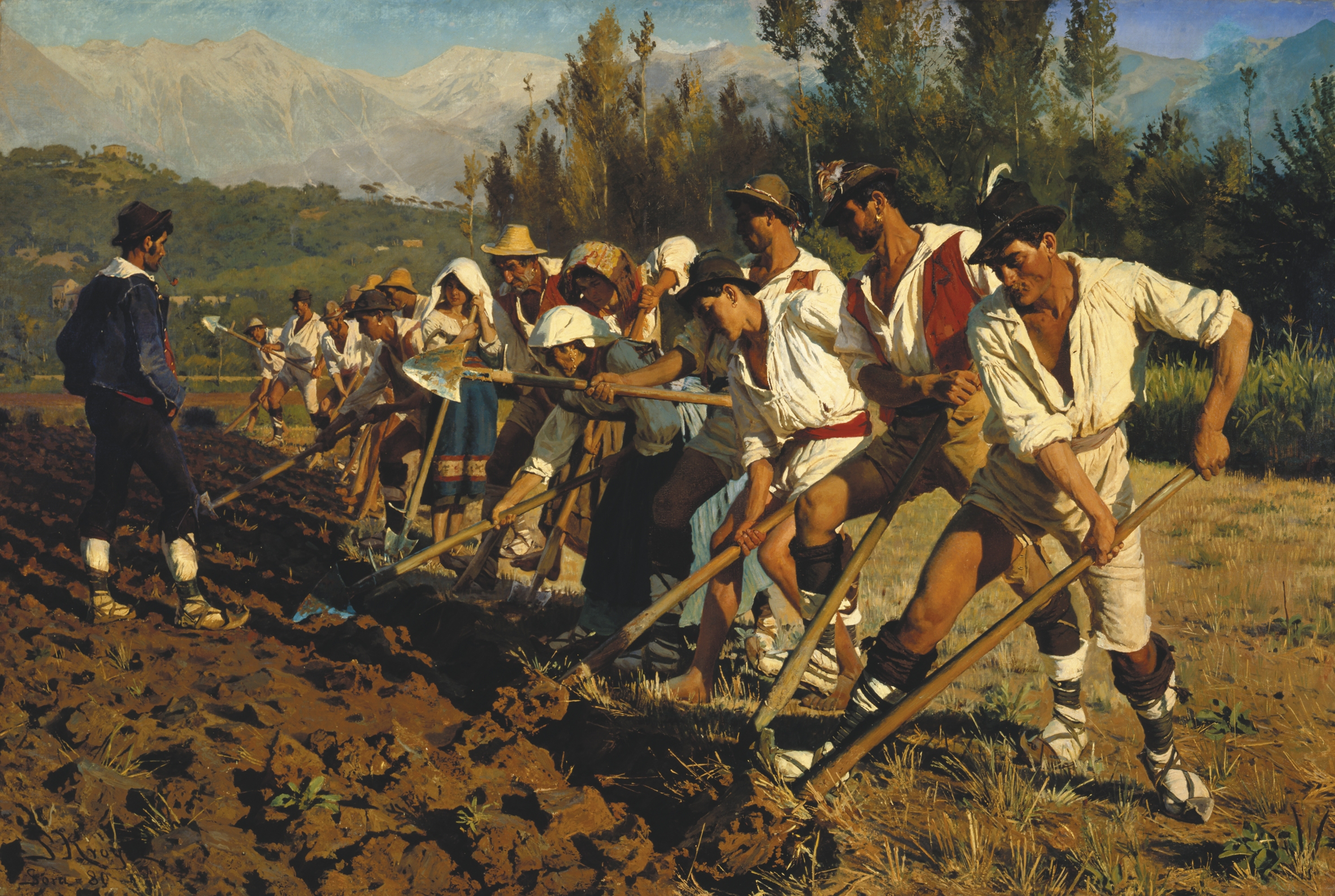
Педер Северін Креєр. «Сільські працівники в Абруццо», 1880, Художній музей, Фінен, Данія, Оденсе.

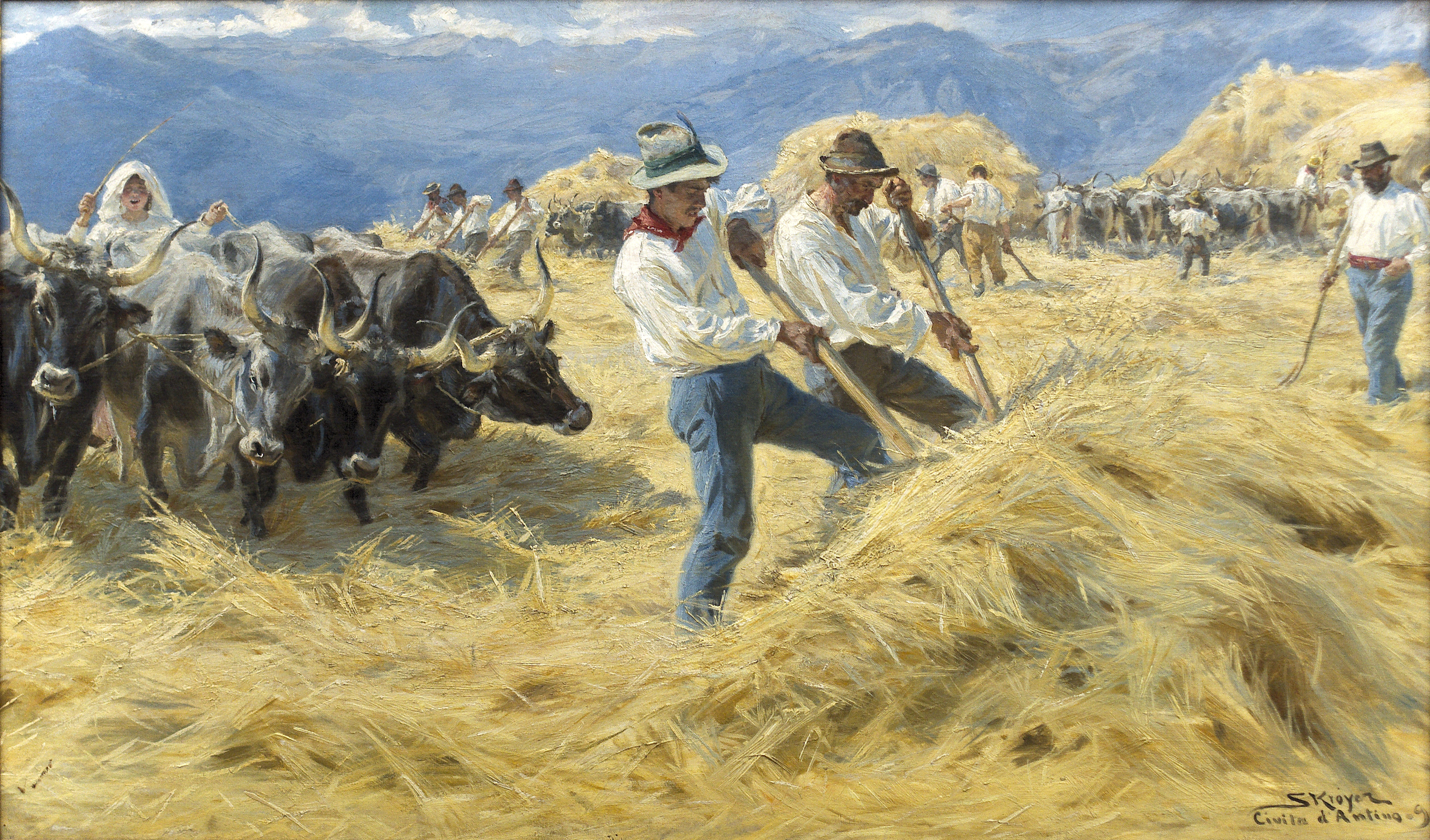
«Обмолот зерна волами», 1890 р.

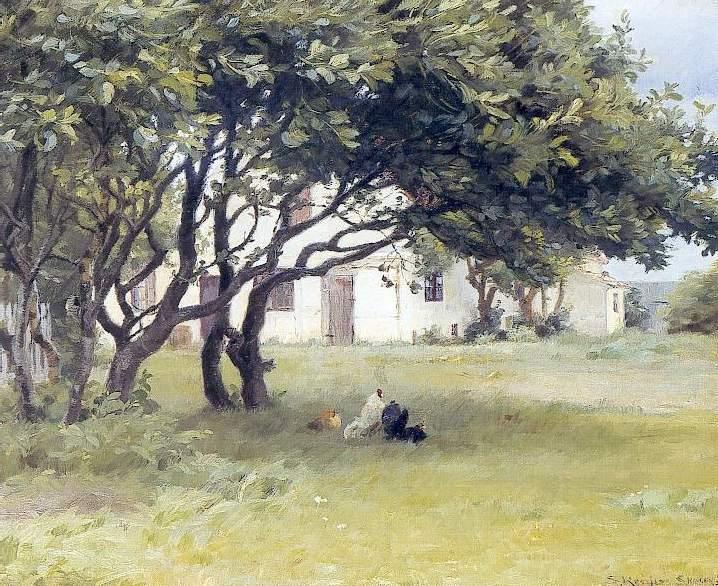
«Будинок художника», 1900

- «Дві іспанські циганки біля своєї хижки», 1878
- «Сільські працівники в Абруццо», 1880
- «Мессаліна», 1881
- «Родина Гіршпрунг, груповий портрет», 1881
- «Портрет Генріха Гіршпрунга»
- «Фредеріка Туксен в рожевому», 1882
- «Рибалки в корчмі, коли нема можливості вийти у море», 1882
- «Скаген. Художники за обіднім столом», 1883
- «Скаген. Рибалки на Північному Березі», 1883
- «Літній день на Південному Березі, Скаген», 1884
- «Рибальські човни в Скагені», 1884, Музей д'Орсе, Париж
- «Сценка в остерії. Равелло, Італія», 1890
- «Равелло, тераса», 1890
- «Обмолот зерна волами», 1890
- «Марі Креєр (у профіль)», 1891
- «Літнім вечором. Дружина художника з собакою на узбережжі», 1893
- «Кущ білих троянд», 1893
- «Дві доньки письменника Отто Бенсона»
- «Копенгаген. Дахи під снігом»
- «Автопортрет», 1897
- «Відпочинок мисливців. Скаген», 1898
- «Композитор Едвард Гріг і Ніна Гріг», 1899
- «Будинок художника», 1900
- «Вогнище на Івана Купала», 1906

## Обрані портрети роботи Креєр

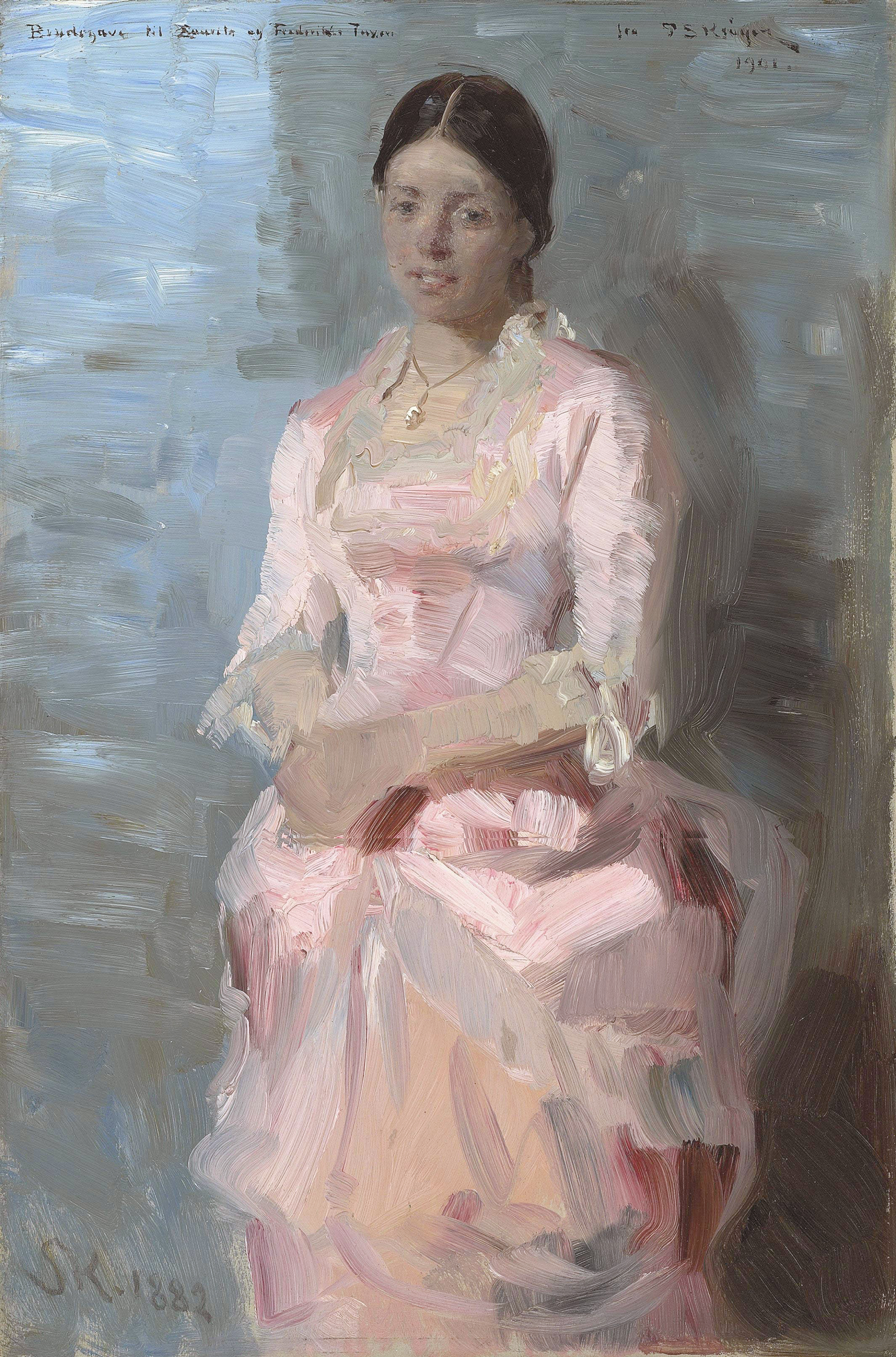
«Фредеріка Туксен в рожевому», 1882
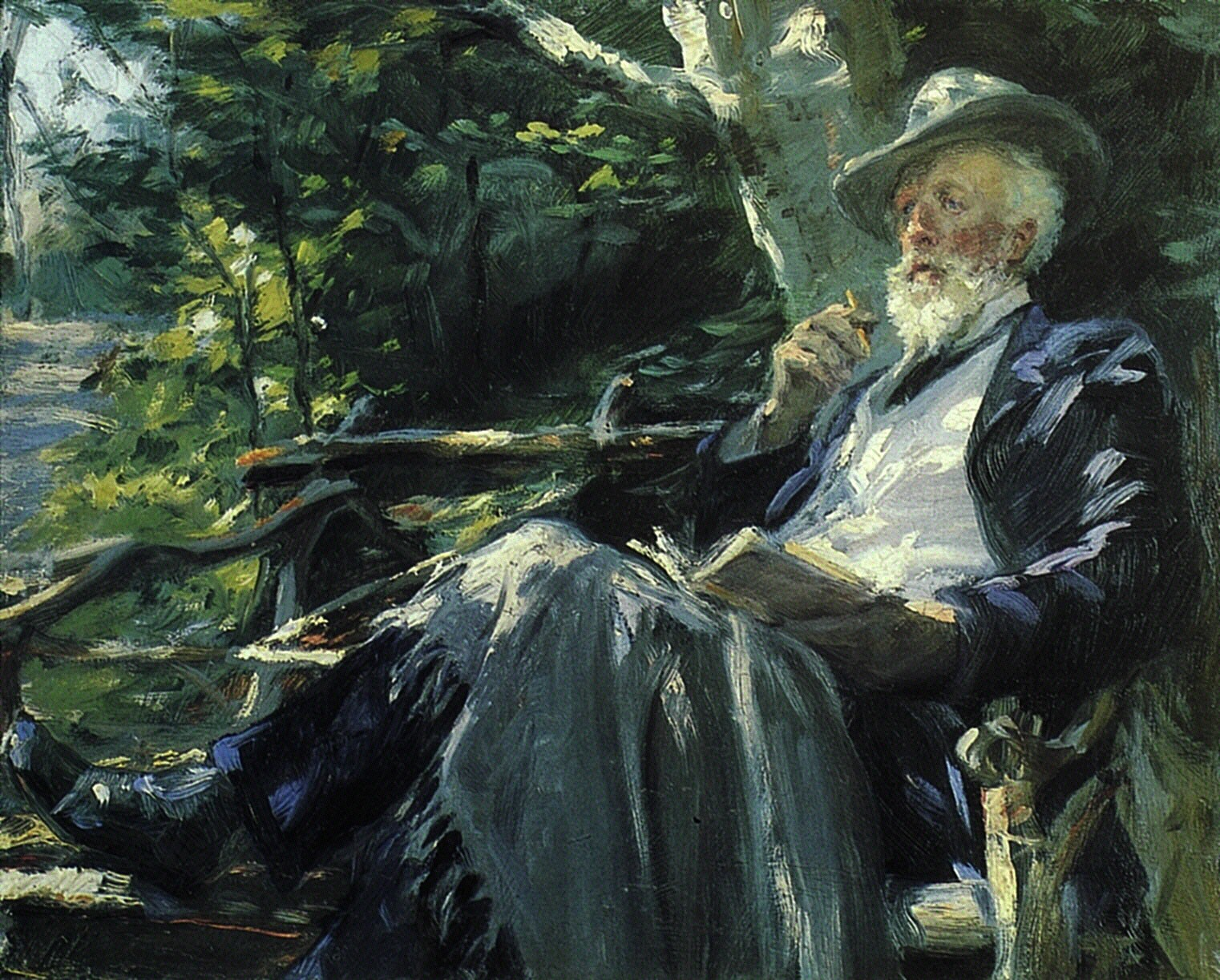
«Хольгер Драхман»
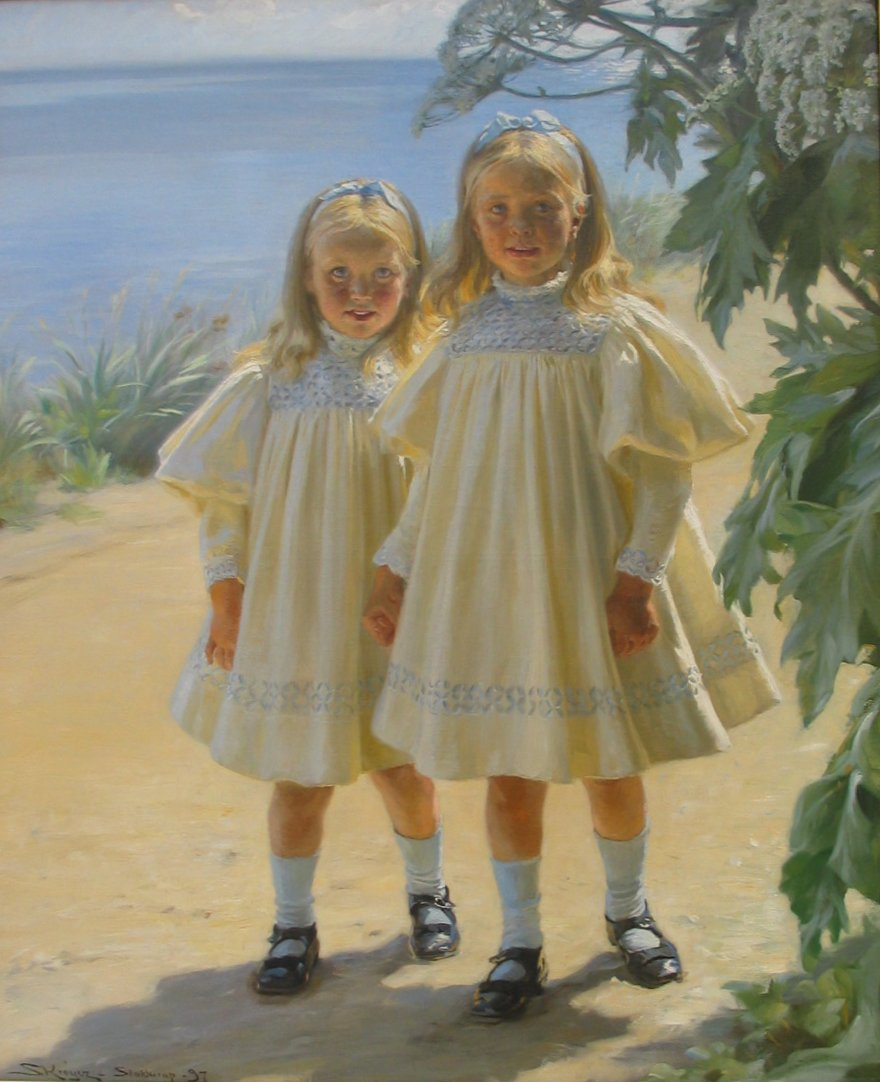
«Дві доньки письменника Альфреда Бенсона», 1897
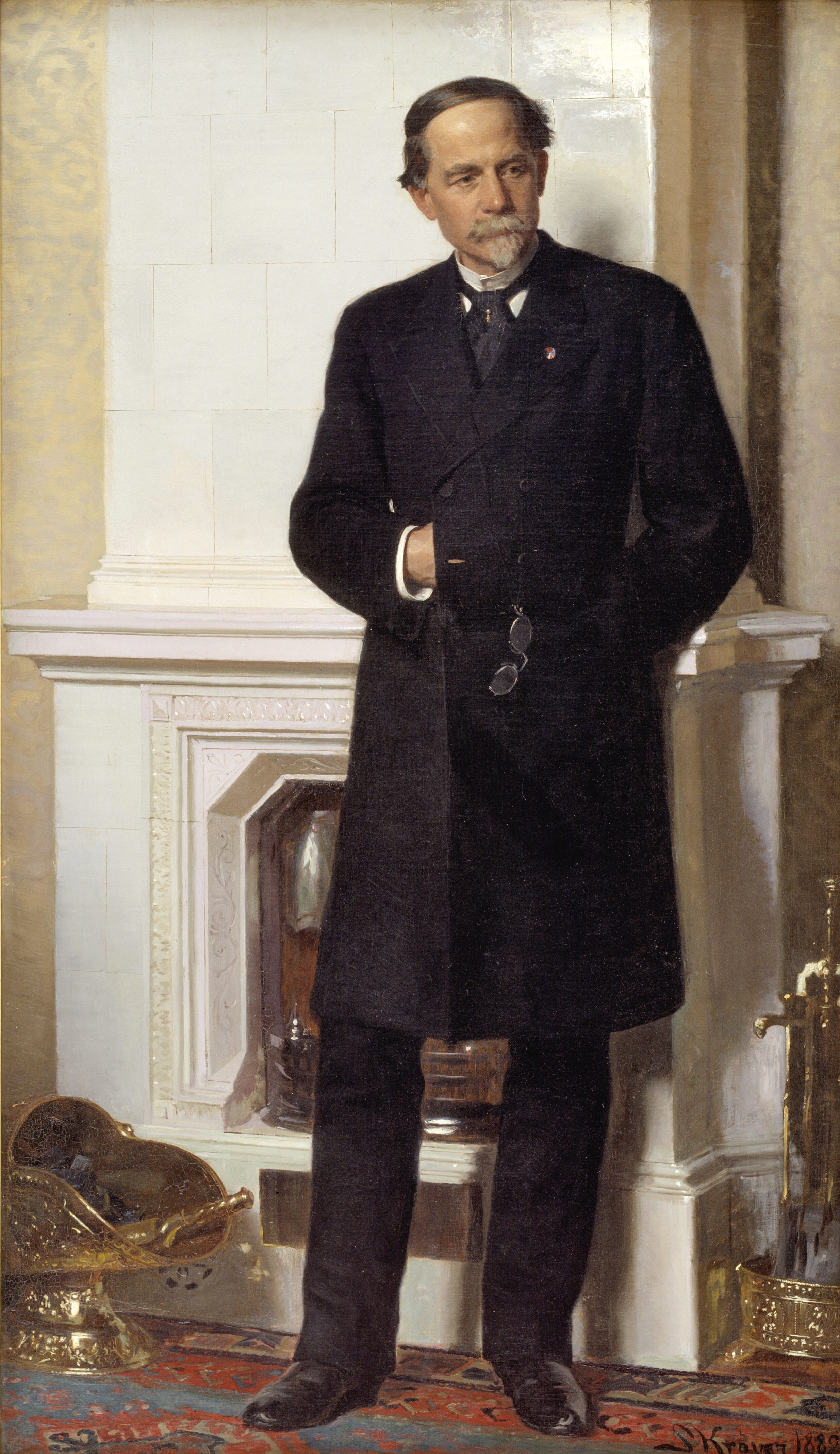
«Архітектор Фердинанд Мелдал», 1882

## Побутовий жанр у творах Креєра

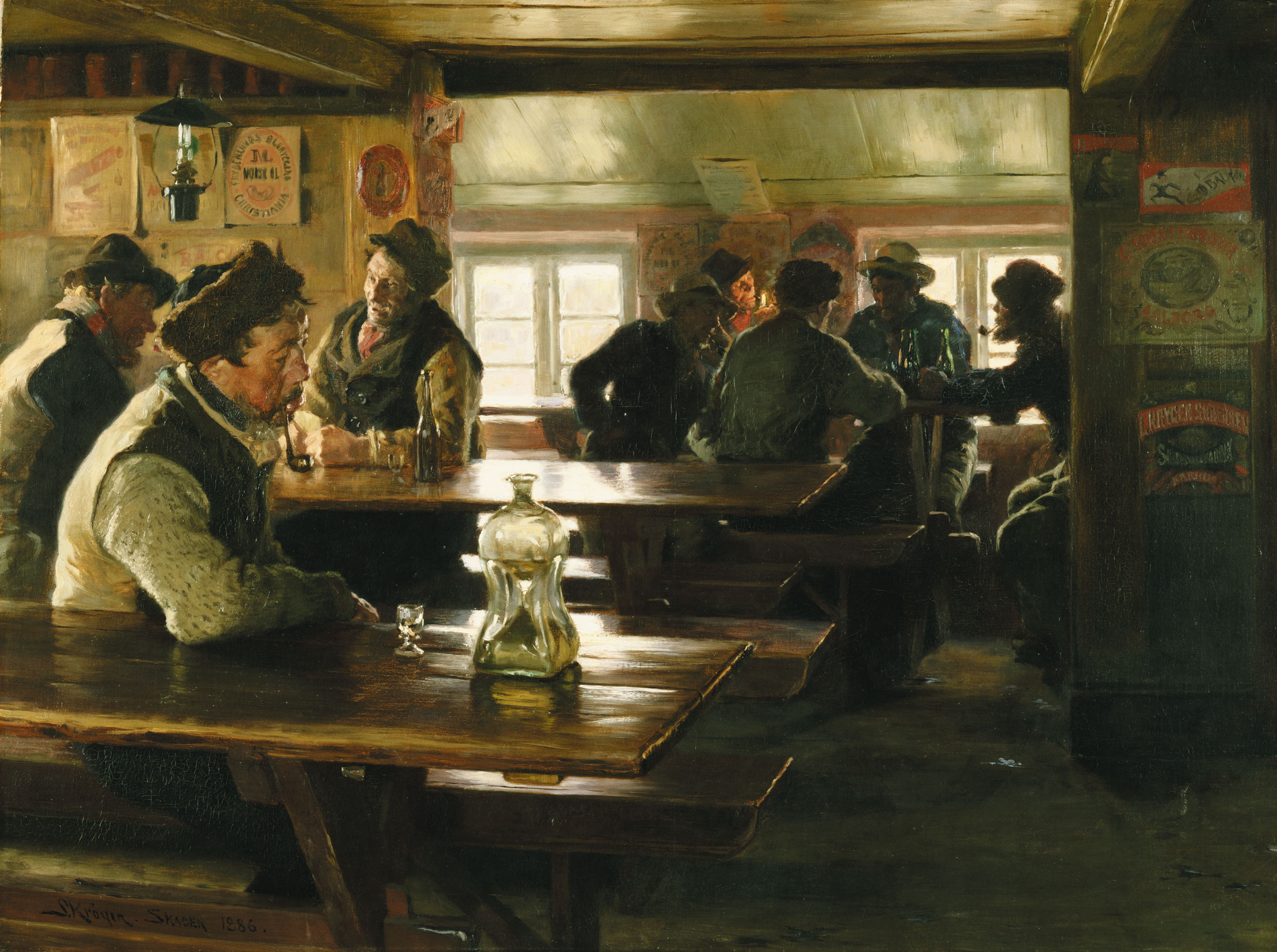
«Шинок у Скагені», 1886, Музей мистецтв Філадельфії, США,

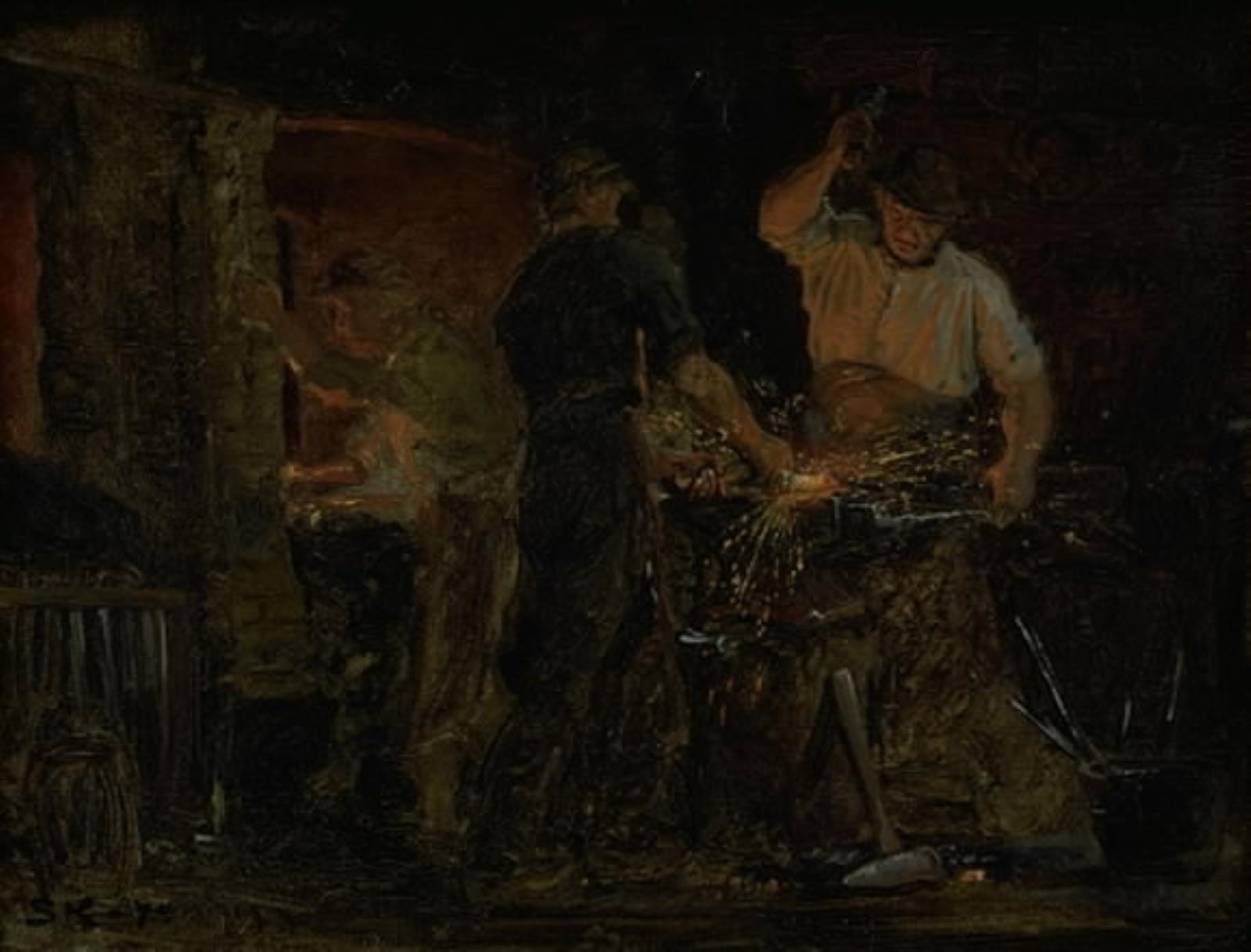
«Кузня в Хорнбеку», 1875
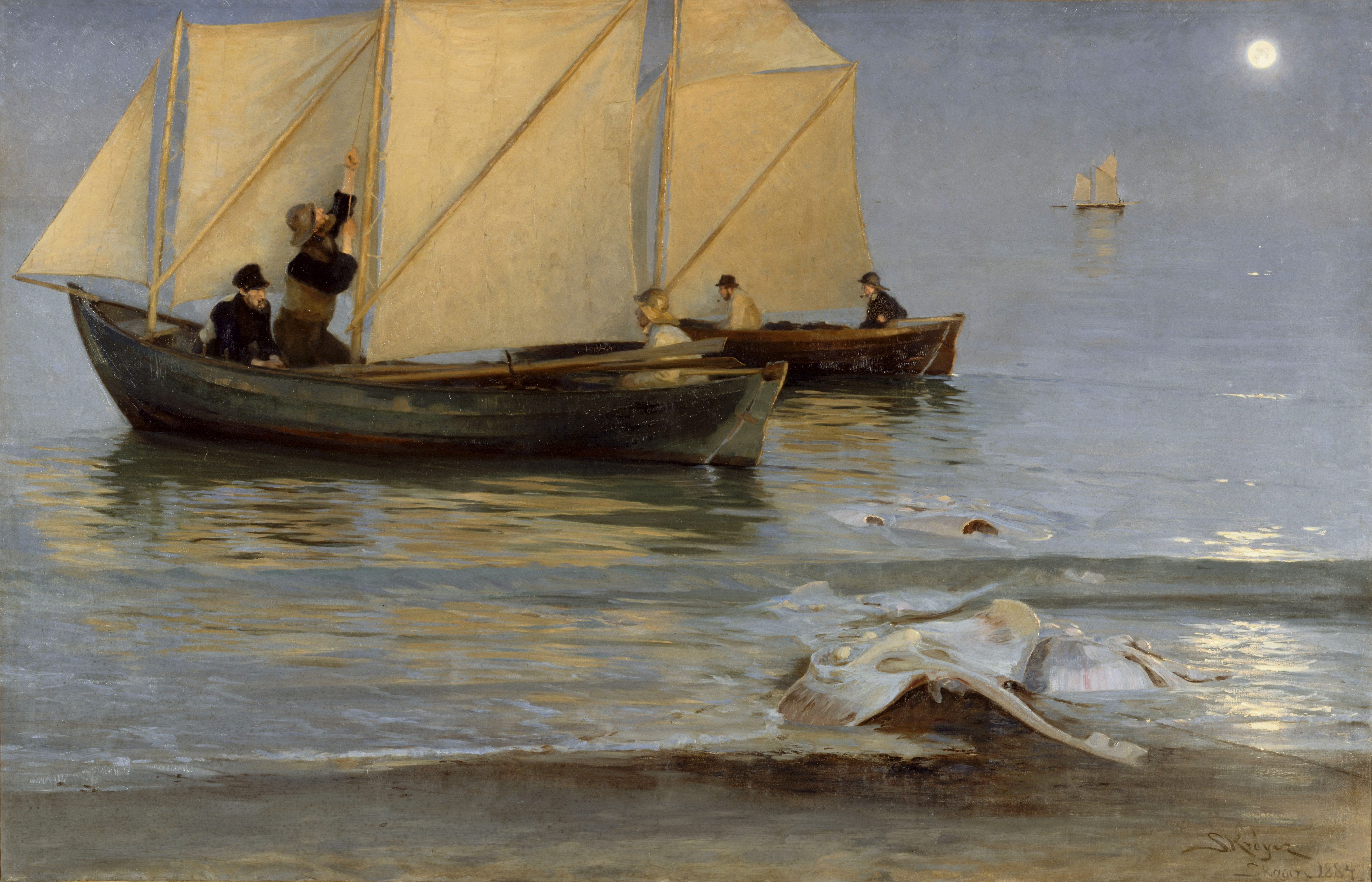
«Рибальські човни в Скагені», 1884, Музей д'Орсе, Париж
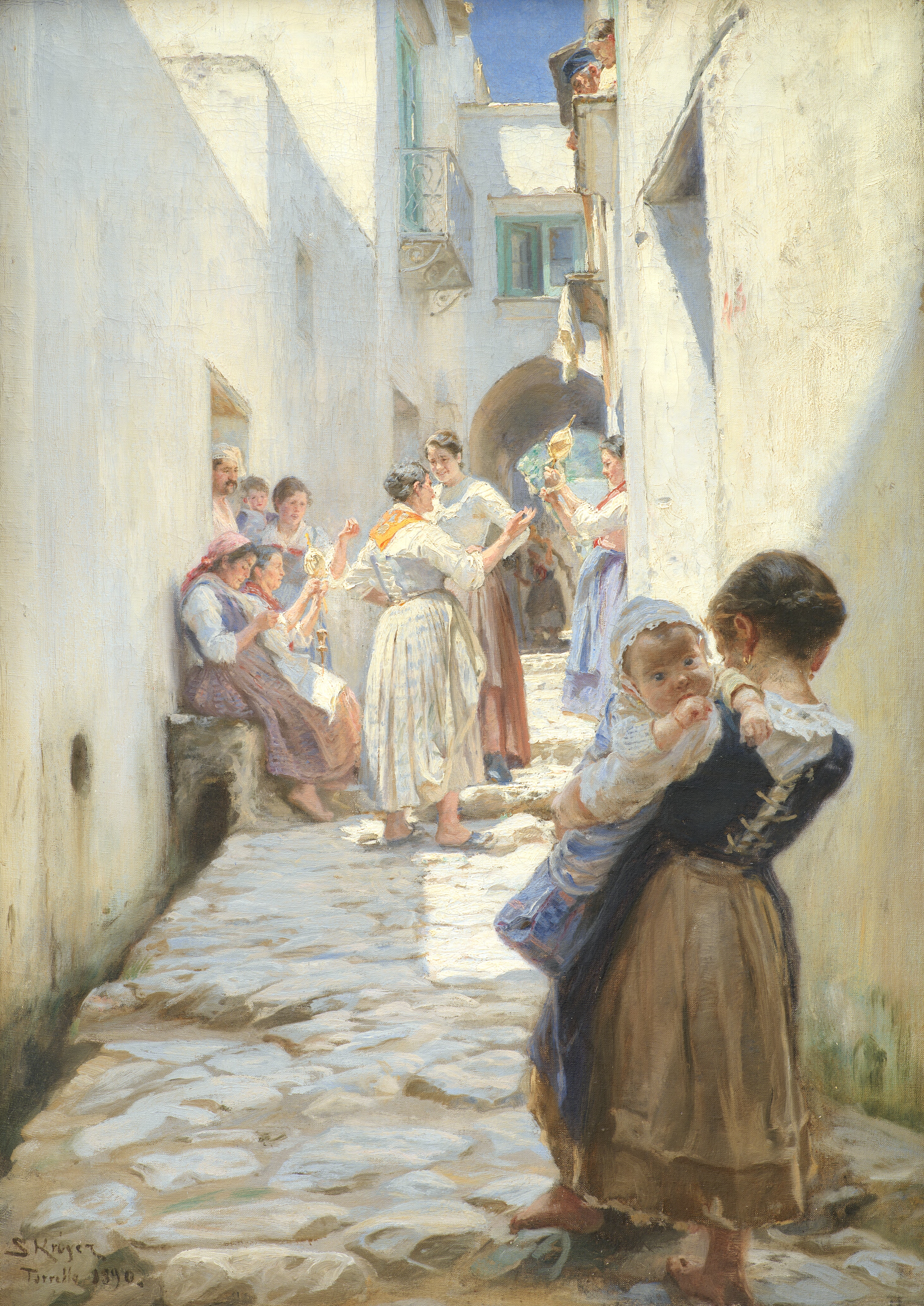
«Вуличка в Торелло, Італія», 1890
Педер Северін Креєр. «Жінки і рибалки обробляють рибу», 1875 р.
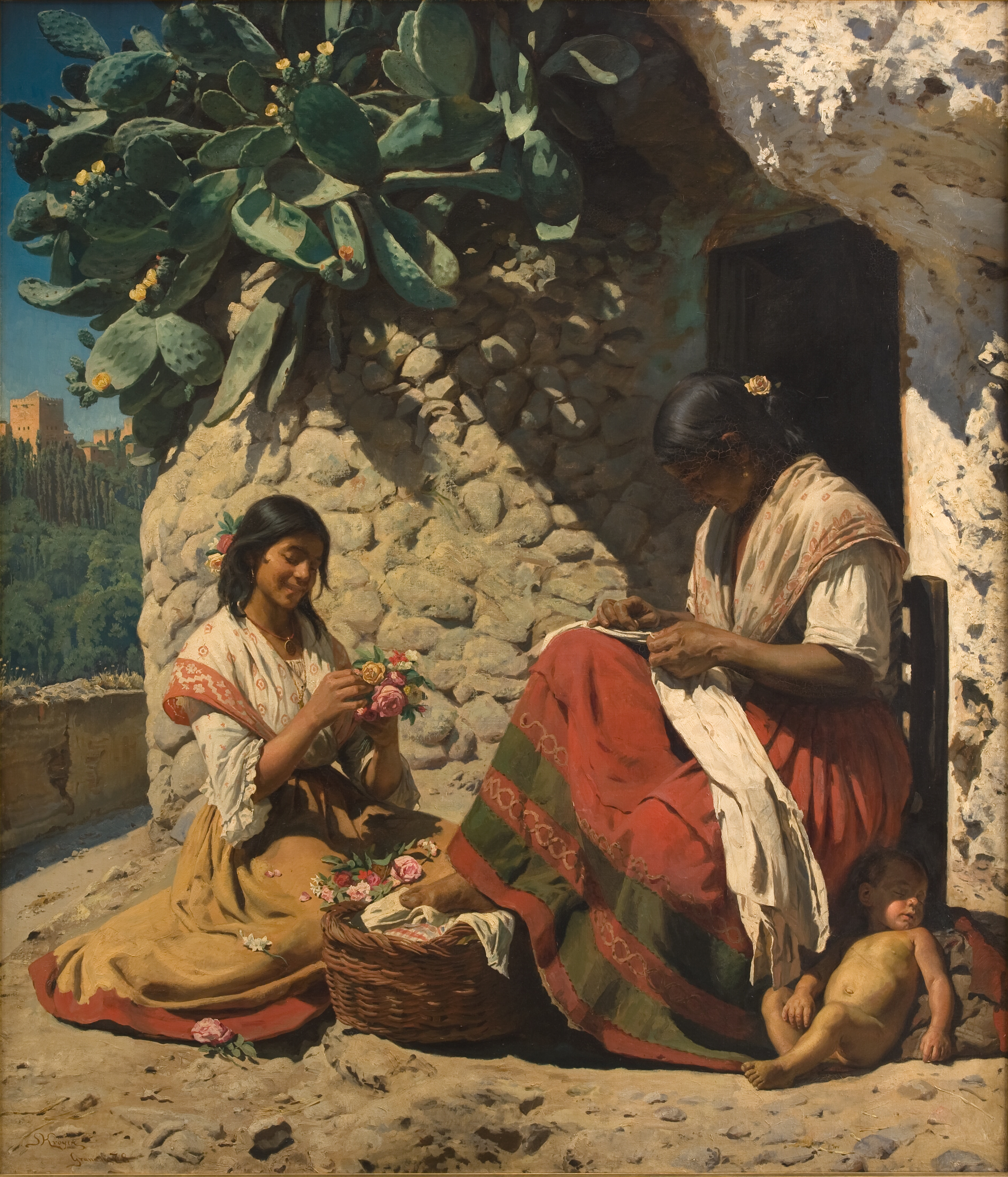
«Дві іспанські циганки біля своєї хижки», 1878
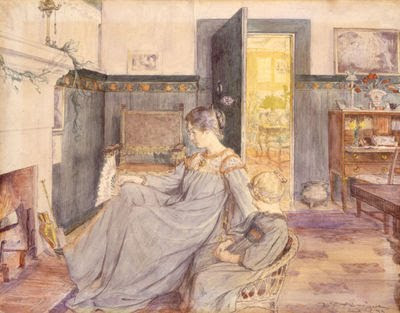
«Дружина художника з донькою Вібеке біля каміна», 1898
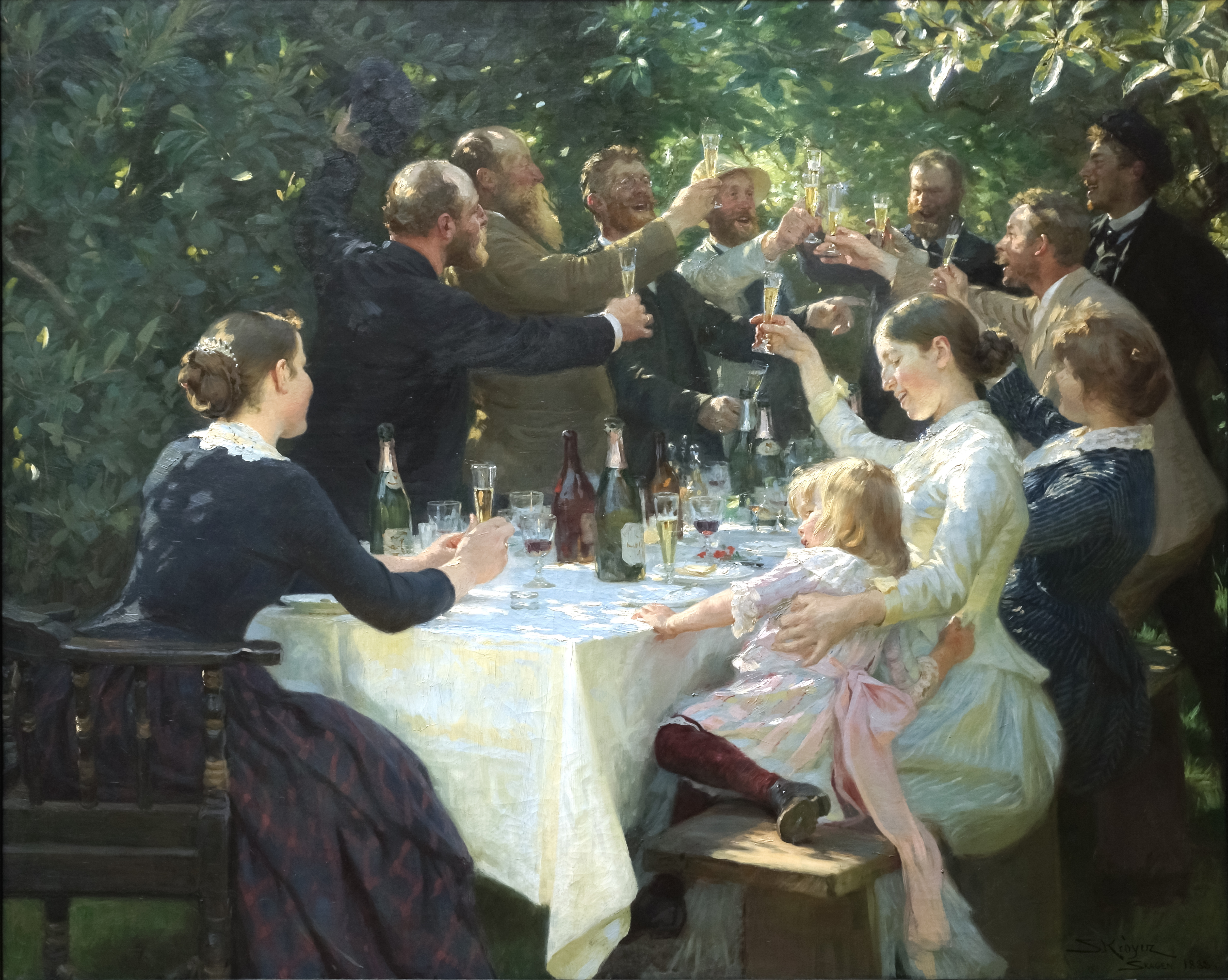
Гіп, гіп, ура!, 1888 р, Гетеборзький художній музей.